# Ancyroniscus orientalis
Ancyroniscus orientalis là một loài chân đều trong họ Cabiropidae. Loài này được Bourdon & Bruce miêu tả khoa học năm 1980.